# Rankin/Bass Productions
Rankin/Bass Productions, Inc., también conocida como Rankin/Bass Animated Entertainment (o simplemente Rankin/Bass), fue una productora cinematográfica estadounidense especializada en animación en stop motion, particularmente centrada en la creación de especiales televisivos estacionales, como los especiales navideños del reno Rudolph (Rudolph the Red-Nosed Reindeer...).

## Historia
La empresa fue creada en 1960 por Arthur Rankin, Jr. y Jules Bass como Videocraft International, Ltd., y fue cerrada en 1987, con un breve intento de recuperación de la marca entre 1999 y 2001. El catálogo anterior a 1974 es hoy propiedad de Universal Pictures, y el posterior a ese año de CBS y Warner Bros..
Las obras en stop motion de Rankin/Bass son fácilmente reconocibles por su estilo visual de personajes con apariencia de muñecos con miembros esféricos, y la ubicua nieve en polvo creada mediante la técnica de animación que llamaban «Animagic». A menudo se proyectaban sobre la acción escenarios de animación tradicional de nieve cayendo, para mejorar el efecto de una nevada.

## Legado
Durante más de 20 años, la mayoría de las películas de Rankin/Bass se proyectaron en Family Channel y Freeform durante el período estacional de «los 25 días de Navidad de diciembre«. A partir de 2018, los especiales se trasladaron a AMC y se emitieron durante su período de temporada de «La mejor Navidad de todos los tiempos«. Los especiales originales de Rudolph y Frosty se emitieron en CBS bajo un contrato separado con Rankin/Bass, y desde 2024 se transmiten actualmente por NBC ya a través de Universal, y  sus sucesores en interés. Los dos especiales también se transmiten en Freeform.
Los especiales de Rankin/Bass han sido parodiados por series de televisión como Saturday Night Live hasta South Park, mientras que obras no festivas como El último unicornio mantuvieron un culto de seguidores.

## Filmografía (seleccionada)

### Largometrajes
Animación en stop motion
- Willy McBean and His Magic Machine (1965).
- The Daydreamer (1966) (distribuido por Embassy Pictures).
- Mad Monster Party? (1967) (distribuido por Embassy Pictures).

Animación tradicional
- The Wacky World of Mother Goose (1967).
- El Hobbit (1977) (película TV).
- El retorno del Rey (1980) (película TV).
- El último unicornio (1982).
- El vuelo de los dragones (1982) (Película TV).
- The Wind in the Willows (1987) (Película TV).
- El rey y yo (1999) (coproducida con Morgan Creek Productions y Nest Family Entertainment).

## Especiales de televisión animados
stop-motion
- Rudolph the Red-Nosed Reindeer (1964, Burl Ives) (producido como Videocraft).
- The Edgar Bergen & Charlie McCarthy Show (1965).
- The Ballad of Smokey the Bear (1966; James Cagney).
- The Little Drummer Boy (1968, Greer Garson).
- Santa Claus Is Comin' to Town (1970, Fred Astaire).
- Here Comes Peter Cottontail (1971, Danny Kaye).
- The Enchanted World of Danny Kaye: The Emperor's New Clothes (1972).
- The Year Without a Santa Claus (1974, Shirley Booth).
- The First Christmas: The Story of the First Christmas Snow (1975, Angela Lansbury).
- Rudolph's Shiny New Year (1976, Red Skelton).
- The Little Drummer Boy, Book II (1976, Greer Garson).
- The Easter Bunny Is Comin' to Town (1977, Fred Astaire).
- Nestor, the Long–Eared Christmas Donkey (1977, Roger Miller).
- Jack Frost (1979, Buddy Hackett).
- Rudolph and Frosty's Christmas in July (1979) (también se dio un estreno teatral limitado).
- Pinocchio's Christmas (1980).
- The Leprechaun's Christmas Gold (1981, Art Carney).
- The Life and Adventures of Santa Claus (1985).

## Series animadas
stop-motion
- Las nuevas aventuras de Pinocho (1960–1961).
- Mio Mao (1974-1976).

Tradicional
- Tales of the Wizard of Oz (1961).
- The King Kong Show (1966–1969).
- The Smokey Bear Show (1969–1971).
- The Tomfoolery Show (1970–1971).
- The Reluctant Dragon and Mr. Toad Show (1970–1971).
- The Jackson 5ive (1971–1972).
- The Osmonds (1972).
- Kid Power (1972–1973).
- Festival of Family Classics (1972–1973).
- ThunderCats (1985–1989).
- Halcones Galácticos (1986).
- La Tira Cómica (conocida como Los tigres del mar, Street Frogs, The Mini-Monsters and Karate Kat) (1987).